# Pietracupa
Pietracupa ist eine italienische Gemeinde (comune) in der Region Molise und der Provinz Campobasso. Die Gemeinde liegt in den Apenninen etwa 18 Kilometer nordwestlich von Campobasso und hat 205 Einwohner (Stand 31. Dezember 2023) und grenzt unmittelbar an die Provinz Isernia.